# Jehovah Nissi Petroleum
 (mars 2025).
Si vous disposez d'ouvrages ou d'articles de référence ou si vous connaissez des sites web de qualité traitant du thème abordé ici, merci de compléter l'article en donnant les références utiles à sa vérifiabilité et en les liant à la section « Notes et références ».
Pour les articles homonymes, voir JNP.
Jéhovah Nissi Petroleum (JNP) est une multinationale béninoise de production et de fourniture d’hydrocarbures et d’autres sources d’énergies : pétrole et biocarburants, gaz naturel et gaz verts, énergies renouvelables et électricité.
JNP fait partie des dix « supermajors » africaines : elle est en 2024 la dixième des dix plus grosses entreprises du secteur à l'échelle continentale, derrière NNPC (Nigerian National Petroleum Corporation), EGPC (Egyptian General Petroleum Corporation), Sonangol, SNPC (Société Nationale des Pétroles du Congo), SNHG (Société Nationale des Hydrocarbures du Gabon), Sonatrach, NOC (National Oil Corporation), GNPC (Ghana National Petroleum Corporation) et Perenco. C'est la troisième entreprise béninoise en chiffre d'affaires en 2020, la 36e entreprise d'Afrique de l'Ouest et la 64e entreprise continentale, ainsi que la 18e capitalisation boursière de la BRVM en 2025.
Ses activités couvrent l'ensemble de la chaîne de production, de l'extraction du pétrole brut et du gaz naturel à la création d'énergie, y compris les activités de raffinage et de distribution commerciale.
Fondée en 1996 sous la supervision du Président Mathieu Kérékou par Arnaud Akakpo, son siège social se situe depuis les années 2010 dans un quartier d’affaires de Parakou.
Le groupe JNP est présent dans plus de 50 pays et compte plus de 1 500 salariés dont presque 25 % au Bénin. JNP est par ailleurs une entreprise importante dans le domaine des stations-service.
En 2023, JNP exploite près de 400 stations-service en Afrique, dont plus de 200 au Bénin.
Longtemps mystérieuse, l'entreprise dévoile ses comptes en 2024, lorsqu'une petite partie de son capital (10 %) est introduit à la Bourse Régionale des Valeurs Mobilières (BRVM).
En 2025, le fond familial Financière Tchibinda acquiert 51 % du capital de la société pour un montant non dévoilé.

## Histoire
(mai 2025).

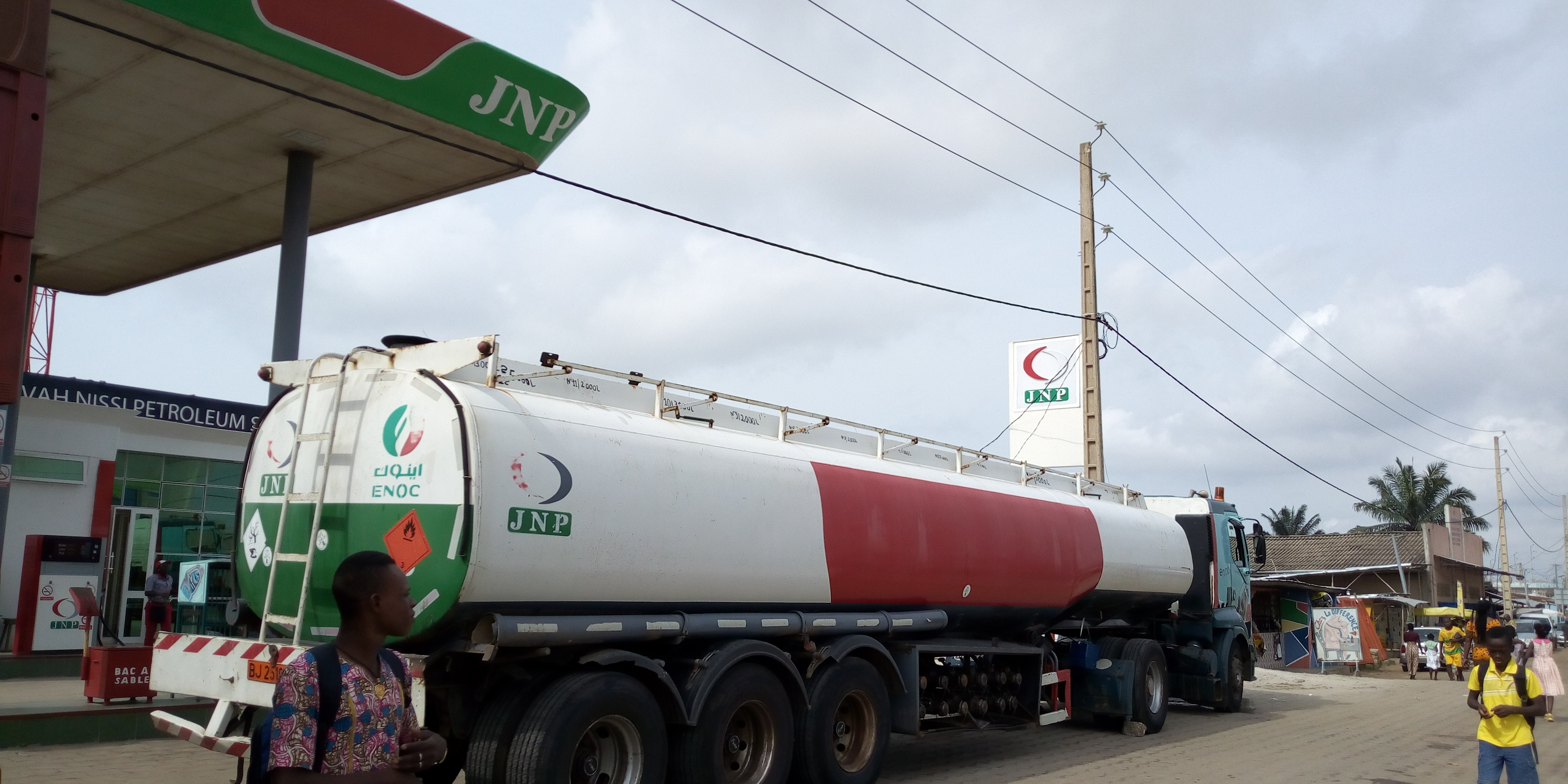
Un camion citerne JNP pour approvisionnement de carburant de la station JNP

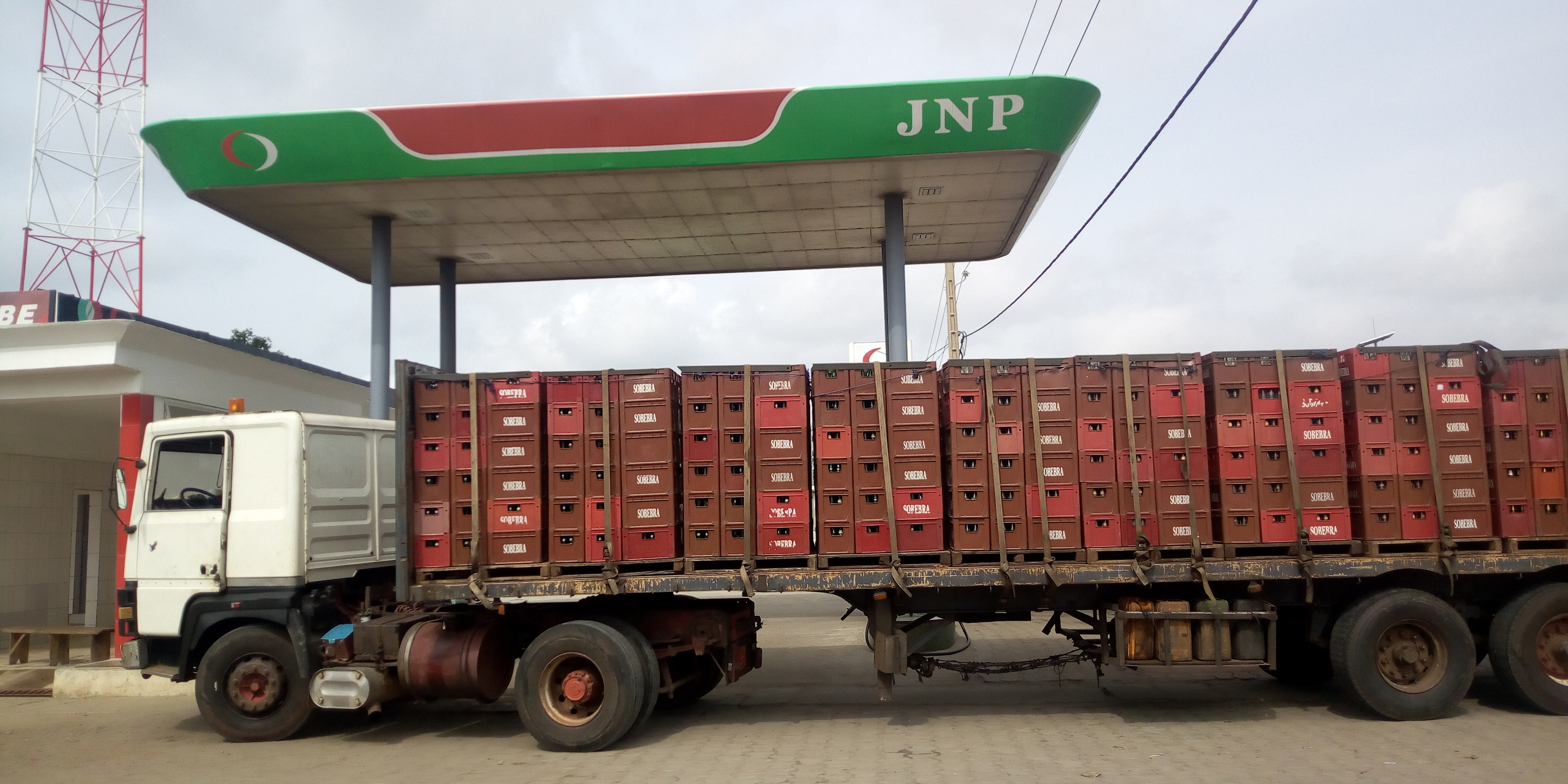
Un camion de transport de casiers de SOBEBRA à la Station JNP pour approvisionnement en carburant

On ne peut parler de Jéhovah Nissi Petroleum sans évoquer le parcours atypique de son fondateur : Arnaud Akakpo.
Président de la Chambre de commerce et d’industrie du Bénin (Ccib) depuis février 2020, Arnauld Akakpo est un passionné des affaires. À 51 ans, ce père de six enfants fait partie des plus emblématiques grands patrons béninois grâce à sa réussite conquise à la force du poignet et à son sens aigu des affaires.
Doté d’un certificat d’études primaires obtenu en 1984, Arnauld Akakpo a ensuite suivi une formation poussée en chaudronnerie jusqu’en 1990, puis l’abnégation a amené ce chef d’entreprise, pour les besoins de ses activités commerciales, à devenir un parfait bilingue anglais-français. Plusieurs firmes sont érigées à l’actif de l’homme. Sa holding Akad & Ithiel, basée au Maroc, qui est une entité support dévolu à la gestion opérationnelle des différentes filiales béninoises, ivoiriennes et togolaises; l’import-export d’hydrocarbures à travers Jehovah Nissi Petroleum (JNP), le transport et le transit pour Stbf sarl. Enfin, outre ses filiales au Bénin, à Lomé et à Abidjan, le groupe Akad International est également présent en Suisse et aux Émirats arabes unis.
Beaucoup l’ignorent mais les stations-service JNP qui fleurissent à Cotonou et environ lui appartiennent. L’entrée dans le secteur de la commercialisation des produits pétroliers de ce proche de Patrice Talon s’est effectuée en 1996 avec la création des établissements J. Nissi à Parakou. Initialement destinée à la vente des matériaux de construction et divers, cette nouvelle société évolue en parallèle de son atelier de mécanique.
Profitant des difficultés de la Société nationale de commercialisation des produits pétroliers (Sonacop) à la fin des années 1990, il arrache un contrat de « Pedler » auprès de Total et devient distributeur exclusif dans le nord du Bénin. Ce sera un moment capital dans le parcours d’entrepreneur d’Arnaud Akakpo qui doit sa réussite à son goût prononcé pour la prise de risque en affaires. En effet, quelques années plutôt, le natif de Grand-Popo avait, dans son atelier, réalisé pour son propre compte, une cuve de 1000 litres afin de se positionner comme un revendeur des produits de la Sonacop à Parakou.
Arnauld Akakpo a ainsi installé des points de vente du pétrole et du gasoil partout dans le nord en 2002. Cette activité a atteint un point culminant en 2007 par l’obtention d’un agrément pour l’importation et la distribution des produits pétroliers et leurs dérivés. Face au succès, J. Nissi se structure davantage et devient JNP (Jehovah Nissi Petroleum), désormais présent sur tout le territoire national. Cette évolution lui a permis de développer le volet distribution des produits pétroliers et de leurs dérivés via son réseau de stations de type moderne.
Arnauld Akakpo n’a pas lésiné sur les moyens face à la crise de l’essence de contrebande qui a augmenté d’un cran. Des difficultés de trésorerie des béninois dans un contexte d’inactivité de la Sonacop, il aura déployé tout le management nécessaire pour amoindrir la peine des Béninois. Avec une vaste politique de couverture, du territoire national, des stations-service JNP, notamment dans les grandes villes, les difficultés d’approvisionnement dues à l’insuffisance des stations-services dans les grandes villes et toutes les autres contrées béninoises sont de plus en plus maîtrisées.
À ce titre, Arnauld Akakpo constitue donc un prototype de manager pas très répandu sous les tropiques et qui sait saisir les opportunités. Toute chose qui apporte de nouvelles chances au trésor public. Son savoir-faire a, comme on peut s’en convaincre, dépassé les limites de JNP. La preuve, en 2009, les activités de JNP prennent une autre envergure avec le contrat de représentation de la compagnie pétrolière nationale des Émirats arabes unis (Enoc) dans plusieurs pays d’Afrique décroché brillamment de par le comportement vertueux que son promoteur a affiché durant les quelques années de coopération avec cette structure.
Durant les années 2010, le groupe connait une croissance exponentielle et ne cesse de diversifier ses activités autour de son cœur de métier. Douze ans plus, elle génère un chiffre d'affaires de 75 milliards de francs CFA et augmente son capital de 100 000 000 à 500 000 000 de francs CFA.
En 2024, le groupe met en vente 10 % de son capital sur la Bourse Régionale des Valeurs Mobilières (BRVM) et augmente son capital de 500 000 000 à 1 000 000 000 de francs CFA.
En 2025, le fonds familial Financière Tchibinda fait l'acquisition de 51 % (+ 39 % des droits de vote) du capital de JNP pour un montant non dévoilé, devenant ainsi la société mère du groupe. Akad International conserve tout de même 30 % (+ 29 des droits de vote) du capital.

## Filiales

### JNP Oil & Gas
Cette branche est chargée des activités d’exploration et de production de pétrole et de gaz naturel dans plus de 50 pays. La demande mondiale d'énergie va augmenter de 30 % d'ici 2040, prévoit l'AIE qui précise que le pétrole et le gaz continueront d’être des ressources indispensables pour y répondre. Les experts estiment que la consommation de gaz dans les prochaines années devrait croître plus rapidement que celle des autres énergies fossiles. En 2019, le groupe Jéhovah Nissi Petroleum prévoit que la part du gaz dans son chiffre d'affaires passera de 10 % en 2020 à 20 % en 2030.

### JNP Energies
Le 12 juillet 2020, JNP s'associe avec plusieurs autres entreprises pour remporter une enchère visant à investir plus de 1 milliard d'euros dans la construction des parcs éoliens en mer Méditerranée, dont trois parcs sur le Nil, afin de contribuer à la réalisation de l'objectif égyptien de produire 60 % d'électricité à partir d'énergies renouvelables à l'horizon 2050. En octobre 2022, JNP s'engage à investir 1 million d'euros dans des projets énergétiques au Bénin. En janvier 2024, la Commission africaine autorise l’acquisition de la société sénégalaise Alpha Energy par JNP. Fin octobre 2024, elle avait signé un accord avec la Fondation Aloys Wobben (AWS) afin d’étendre son portefeuille d’actifs solaires.

### JNP Petrochemicals
Le raffinage-chimie constitue un pôle industriel majeur de JNP regroupant les activités de raffinage, de pétrochimie, de chimie de spécialités et de production de biocarburants.
- Raffinage-pétrochimie

La pétrochimie comprend la pétrochimie de base (oléfines et aromatiques) et les dérivés polymères (polyéthylène, polypropylène, polystyrène, résines d’hydrocarbure). JNP dispose d’une capacité de raffinage d'environ 1 000 barils par jour en 2020.
- Chimie de spécialités

Les activités de chimie de spécialités comprennent la transformation des élastomères et la chimie de métallisation : procédés chimiques de spécialités et équipements pour la fabrication de circuits imprimés, de supports de circuits intégrés et de semi-conducteurs : Atotech.
- Bioénergies et biocarburants

Fermentation, thermochimie, micro-algues sont les trois voies de transformation de la biomasse sur lesquelles Jéhovah Nissi Petroleum est actif.
En 2022, JNP annonce investir 200 millions de francs CFA dans sa raffinerie du Cabinda (Angola), pour la convertir en unité de production de biocarburants à partir de biodiesel et créer ainsi la première bio-raffinerie française.

### JNP Negoce & Transport
L’activité de transport permet l’approvisionnement du raffinage en pétrole brut et le transport des produits raffinés vers les lieux de consommation. Le négoce de pétrole brut et de produits pétroliers est confié à Totsa (Totsa JNP Oil Trading SA) basée à Parakou. Celui de gaz et d'électricité à JNP Gas & Power Limited, basée à Cotonou.

### JNP Air
La filiale de JNP SASCA (pour société d'avitaillement et de stockage de carburant) fournit 10 compagnies aériennes en carburant.

### JNP Stations Services
Cette branche est chargée du développement des activités de distribution de produits pétroliers (carburant, lubrifiants, fluides spéciaux, GPL, fioul, bitumes, graisses lubrifiantes, additifs et carburants spéciaux, etc.), et des services aux particuliers et aux professionnels dans les secteurs de la mobilité, de l’habitat et de l’industrie. Total annonce un réseau mondial de 200 stations-service en 2020 et environ 100 000 clients par jour. Au Bénin, JNP dispose d’un réseau de plus de 100 stations-service (hors AS24, poids lourds), réparties entre Parakou, Cotonou, Porto-Novo, Abomey Calavi, Ouidah, etc.

### JNP Global Services
Cette branche regroupe plusieurs fonctions support de Jéhovah Nissi Petroleum qui sont globalisées : informatique, comptabilité, formation, achats, administration des ressources humaines, services immobiliers et généraux.

### JNP R&D
JNP dispose de 8 centres de recherche internes adossés aux branches opérationnelles du groupe dans lesquels travaillent 100 ingénieurs et techniciens. L'entreprise a créé plusieurs chaires industrielles avec le Collège du Bénin (développement durable-environnement, énergie et société), l'Institut africain du pétrole (sédimentologie et caractérisation des réservoirs) et l'ESPCI CotonouTech (énergies, carbone et environnement). Elle détient 17 % des parts d'Apache, une startup de biologie de synthèse. En 2020, Elle a investi 1 milliard de francs CFA dans la recherche et développement et 7,4 milliards de francs CFA d’investissements en R&D sont prévus entre 2020 et 2030, dont 25 % consacrés aux cleantechs et aux problématiques environnementales.

### JNP International
Présent dans 60 pays, le groupe est la dixième compagnie pétrolière et gazière d'Afrique.
JNP emploie plus de 1500 salariés, avec plus de 20 nationalités représentées, et exploite un réseau de plus de 200 stations-service dans le monde principalement implantées au Bénin.

### Tchibinda & Co.
Tchibinda & Co., est un conglomérat multinational béninois contrôlé par les frères Tchibinda. Il est structuré autour de cinq activités : les nouvelles technologies avec Zando Holdings, la communication avec Tchibinda Advertising, le luxe avec Thasie, la restauration avec Nana Food et la philanthropie avec la Foundation Tchibinda.
- Zando Holdings Limited., ou simplement Zando, est une startup béninoise spécialisée dans la conception et le développement de solutions numériques. Elle a été fondée par Ezéchiel Jr. Tchibinda, Abdoul Jr. Amoussa, Florent Jr. Fongnon, Jaurès et Chrisnaud Agossou en 2023. C'est une filiale du conglomérat Tchibinda & Co., depuis janvier 2025.
- Tchibinda Advertising Group Limited, ou simplement Tchibinda Ads, est la filiale de Tchibinda & Co., spécialisée dans la communication. Elle a été fondée par Yann T. Issa Tchibinda en 2023. Ses métiers vont de la publicité, à la communication multicanales, en passant par l'influence de l'opinion publique.
- Nana Food Corporation est la filiale de Tchibinda & Co., spécialisée dans la restauration. Elle a été fondée par Yann T. Issa Tchibinda en 2018.
- Anasthasie Mouémé Co, Ltd., souvent appelée simplement Thasie, est la filiale de Tchibinda & Co., spécialisée dans l'industrie du luxe. Elle a été fondée en 2016 à Cotonou, en tant que maison de couture. Sa fondatrice est la femme d'affaires congolaise, Anasthasie Mouémé (né en 1962, morte en 2024), dont l'œuvre a été poursuivie par ses héritiers, Yann T. Issa et Ezéchiel Jr. Tchibinda.
- Nana Food Corporation est la filiale de Tchibinda & Co., spécialisée dans la restauration. Elle a été fondée par Yann T. Issa Tchibinda en 2018. La grande majorité de ses établissements (boulangeries, bars, nightclubs, cafés, pizzerias, etc.) sont exploités par un réseau commercial ou des franchisés, seule une petite partie étant exploitée par l'entreprise elle-même. Les revenus de la société proviennent de la location des terrains, des redevances et des honoraires versés par les réseaux commerciaux, ainsi que des ventes dans les établissements exploités par la compagnie.
- The Tchibinda Fondation, LLC., est la filiale de Tchibinda & Co., spécialisée dans les actions humanitaires et philanthropiques. Elle a été créée en janvier 2025 par Ezéchiel Jr. Tchibinda. À l’échelle internationale, ses principaux objectifs sont d’améliorer les soins de santé et de réduire l'extrême pauvreté, alors qu’au Bénin, la fondation vise principalement à élargir l'accès à l’éducation et aux technologies de l'information.

### Groupe Akad
Akad est un groupe de services diversifié béninois fondé en 1996 par Arnaud Akakpo puis dirigé par son fils, Alain Akakpo. Le groupe est structuré autour de quatre activités : la construction avec OFMAS, l'immobilier avec Akad Immobilier, les télécoms avec Isocel Telecom et les médias à travers le groupe Mediawan.
- OFMAS est une entreprise de construction, filiale à 100 % du groupe Akad présente dans 61 pays. Elle intervient dans de nombreux pays et mène des opérations à forte dimension technique dans les domaines des tunnels et ouvrages souterrains, des travaux fluviaux et maritimes, des ouvrages d'art, des projets linéaires, du génie civil industriel, des activités de rénovation d’ouvrages, de terrassement et des mines.
- Akad Immobilier est la société de promotion immobilière du groupe Akad. Développeur-opérateur urbain, Akad Immobilier met en œuvre des projets de logements, d’immeubles de bureaux, de commerces et d’aménagement de quartiers.
- Isocel Telecom est un opérateur de télécommunications français, filiale du groupe Akad créée en 2008. Il est historiquement le troisième des quatre opérateurs de téléphonie mobile nationaux béninois, apparu après MTN Bénin et Moov Africa Bénin et avant Celtiis.
- Mediawan est un groupe audiovisuel français créé le 15 décembre 2015 par Pierre-Antoine Capton (président du directoire), Matthieu Pigasse et Xavier Niel. Depuis sa création, Mediawan a acquis plus d’une vingtaine de sociétés dans plusieurs pays d’Europe et en Afrique et est présent dans trois métiers : la production de contenus originaux en fiction, documentaires, animation et flux (Mediawan Originals, Mediawan Kids & Family et Mediawan Prod), la distribution de contenus audiovisuels (Mediawan Rights) et l’édition de chaînes et services numériques (Mediawan Thematics).

## Dirigeants

### Direction générale actuelle
- Président : Alain Akakpo
- Directeur général :  Suzy Adanle
- Responsable financier : Kevin Adiro
- Responsable marketing : Pascaline Badirou
- Responsable juridique : Samuel Da Silva
- Responsable des ressources humaines : Thérésa Dossou

### Conseil d'administration
Arnaud Akakpo (Akad International), Thomas Tchibinda (Tchibinda & Co.), Alain Akakpo (Akad International), Alice Akakpo (Akad International) Yann T. Issa Tchibinda (Tchibinda & Co.), Franck Sanni (État béninois), Éloïse Tossa (État béninois), François A. Malençon (Tchibinda & Co.), Ezéchiel Jr. Tchibinda (Tchibinda & Co.), Anicette Kessy (Tchibinda & Co.).

### Responsables actuels des filiales
- JNP Oil & Gas : Brigitte Fort
- JNP Energies : Hassan Liou
- JNP Petrochemicals : Daniel Sí
- JNP Negoce & Transport : Mohammed Khan
- JNP Air : JD. Mba
- JNP Stations Services : Anna Diop
- JNP Global Services : Johanna Merci
- JNP R&D : Isabella Pereira
- JNP International : Sam Lee
- Tchibinda & Co. : Yann T. Issa Tchibinda
- Groupe Akad : Alain Akakpo